# Ron Baensch
Ronald „Ron” Baensch (ur. 5 czerwca 1939 w Melbourne, zm. 28 grudnia 2017) – australijski kolarz torowy, trzykrotny medalista mistrzostw świata.

## Kariera
W 1960 roku Ron Baensch wystartował na igrzyskach olimpijskich w Rzymie, gdzie zajął czwarte miejsce w sprincie indywidualnym, przegrywając walkę o brązowy medal z Włochem Valentino Gasparellą. Na rozgrywanych rok później mistrzostwach świata w Zurychu Baensch w sprinterskiej rywalizacji amatorów zdobył brązowy medal, przegrywając jedynie z dwoma innymi Włochami: Sergio Bianchetto i Giuseppe Beghetto. W 1964 roku przeszedł na zawodowstwo, a na mistrzostwach świata w San Sebastián zdobył brązowy medal w sprincie w tej kategorii, plasując się za Beghetto oraz Belgiem Patrickiem Sercu. Ostatni medal wywalczył na mistrzostwach świata we Frankfurcie w 1966 roku, gdzie w swej koronnej konkurencji był drugi za Beghetto. Baensch wystąpił także na mistrzostwach w Amsterdamie w 1967 roku, jednak w jego organizmie wykryto efedrynę, za co został zdyskwalifikowany i ukarany karą pienięzną w wysokości 2000 guldenów. Sam zawodnik twierdził, że zastosował efedrynę, by zwalczyć ciężkie przeziębienie.